# أريتشافاليتا
بلدية أريتشافاليتا (بالإسبانية: Arechavaleta) هي بلدية تقع في مقاطعة غيبوثكوا التابعة لمنطقة إقليم الباسك شمال إسبانيا.

## الديموغرافيا
يبلغ عدد سكان بلدية أريتشافاليتا 6.725 نسمة عام 2011 (وفقاً للمعهد الوطني للإحصاء الإسباني).
| 5.943 | 6.096 | 6.225 | 6.320 | 6.559 | 6.689 | 6.725 |